# دايكون
دايكون هو فجل شتوي خفيف النكهة يتميز عادةً بأوراق سريعة النمو وجذر طويل أبيض الشكل. موطنه الأصلي شرق آسيا القاري، يتم حصاد الدايكون واستهلاكه في جميع أنحاء المنطقة، وكذلك في جنوب آسيا، وهو متاح عالميًا. في بعض المواقع، تتم زراعة الدايكون لقدرته على تفتيت التربة المضغوطة واستعادة العناصر الغذائية ولا يتم حصاده.

## الأسماء
في سياقات الطهي، دايكون (باليابانية: 大根) أو فجل دايكون هي الأسماء الأكثر شيوعًا عالمياً. ويسمى بجنوب آسيا مولي (الهندية: मूली). يتم أيضًا استخدام المصطلحات العامة كالفجل الأبيض، والفجل الشتوي، والفجل الشرقي، والفجل الأبيض الطويل، ومصطلحات أخرى. عادةً ما تختلف المرادفات الأخرى حسب المنطقة أو تصف الأصناف الإقليمية للخضروات. عندما يكون من الضروري تمييز الشكل الياباني المعتاد عن الأشكال الأخرى، فإنه يُعرف أحيانًا باسم الفجل الياباني.
لا تزال الأسماء الصينية للخضروات غير شائعة عالميا. في معظم أشكال المطبخ الصيني، يُعرف عادةً باسم باي لوبو (الفجل الأبيض الصيني). على الرغم من أنه في المطبخ الكانتوني والماليزي ، يتم تعريفه باسم لوباك أو لو باك، وهي نطق كانتونية للمصطلح الصيني العام الذي يعني "الفجل" أو "الجزرة" (蘿蔔). في مطابخ المناطق الناطقة باسم هوكين وتيوشيو مثل سنغافورة وتايلاند وتايوان، يُعرف أيضًا باسم تشاي تو أو تشاي تاو (菜頭). يمكن الإشارة إلى أي منها باسم "الفجل"، مع التنوع الإقليمي الذي يشير إليه السياق. في البلدان الناطقة باللغة الإنجليزية.
في الصين القارية وسنغافورة، يسمى الجزرة البيضاء أو الجزرة ذات التسمية المغلوطة في بعض الأحيان، وذلك بسبب تشابه أسماء الخضروات في لغة الماندرين والهوكيين. ألهم هذا البديل عنوان دليل شهير عن أطعمة الشوارع السنغافورية، لا يوجد جزر في كعكة الجزر، والذي يشير إلى تشاي تو كواي، وهو نوع من الكعك مصنوع من الدايكون.
في أمريكا الشمالية، لا تتم زراعته في المقام الأول من أجل الغذاء ولكن كمحصول دورة، مع ترك الجذور دون حصاد لمنع ضغط التربة، وتستخدم الأوراق (إذا تم حصادها) كعلف للحيوانات. الاسم العام الرسمي الذي تستخدمه وزارة الزراعة الأمريكية هو الفجل الزيتي، ولكن هذا يستخدم فقط في سياقات غير الطهي. المصطلحات الإنجليزية الأخرى المستخدمة عند استخدام الدايكون كعلف للحيوانات أو ككسارة للتربة هي "فجل العلف"، و"فجل الحراثة".
في هونغ كونغ، يتم أيضًا استخدام تسمية خاطئة "اللفت". هذا الاسم يضفي اسمه على طبق "كعكة اللفت ".

## الأصناف

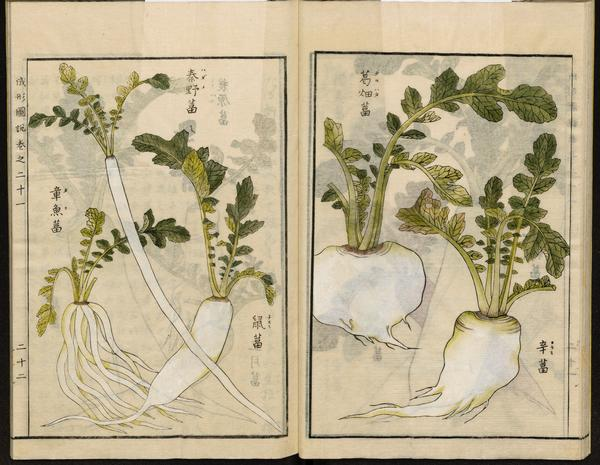
أصناف من الدايكون

توجد عدة أصناف غير بيضاء. اللوباك الكانتوني، لو باك، وما إلى ذلك، يشير أحيانًا إلى الشكل الصيني المعتاد ولكن يتم تطبيقه أيضًا على شكل من أشكال الدايكون مع لون أخضر فاتح للمنطقة العلوية من الجذر حول الأوراق. الفجل الكوري، ويسمى أيضًا مو، له ظل أخضر شاحب مماثل في منتصف المسافة من الأعلى وهو أقصر بشكل عام وأكثر ثباتًا، مع لحم أكثر كثافة وأوراق أكثر ليونة.
فجل البطيخ الموروث هو نوع صيني آخر من الدايكون ذو مظهر خارجي أخضر باهت ولكن مركز ذو لون وردي فاتح. واسمه فجل شينريمي ويسمى أحيانًا "قلب الجمال" أو "القلب الجميل بالداخل" أو "فجل الورد".

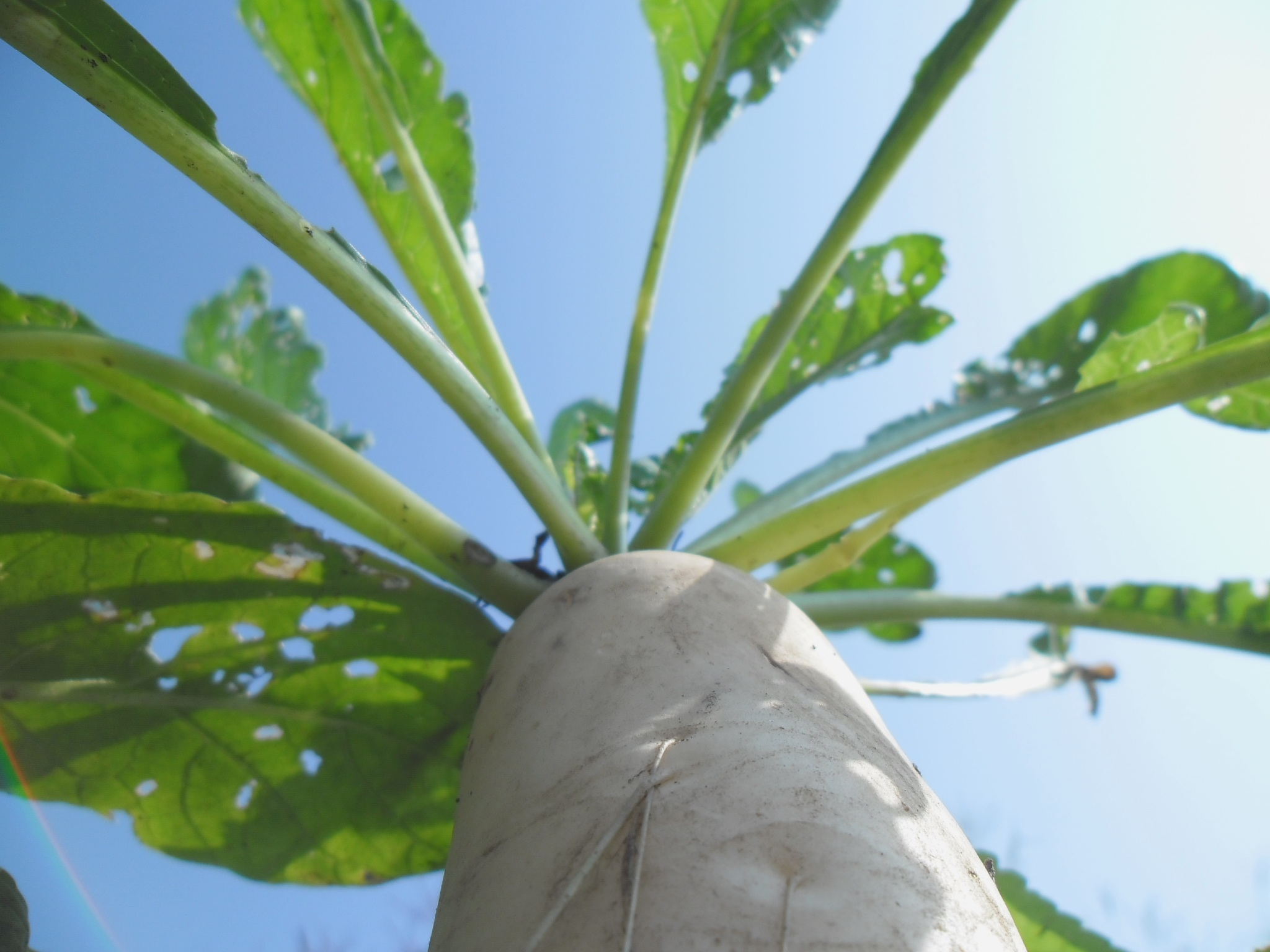
فجل ينمو في الصين
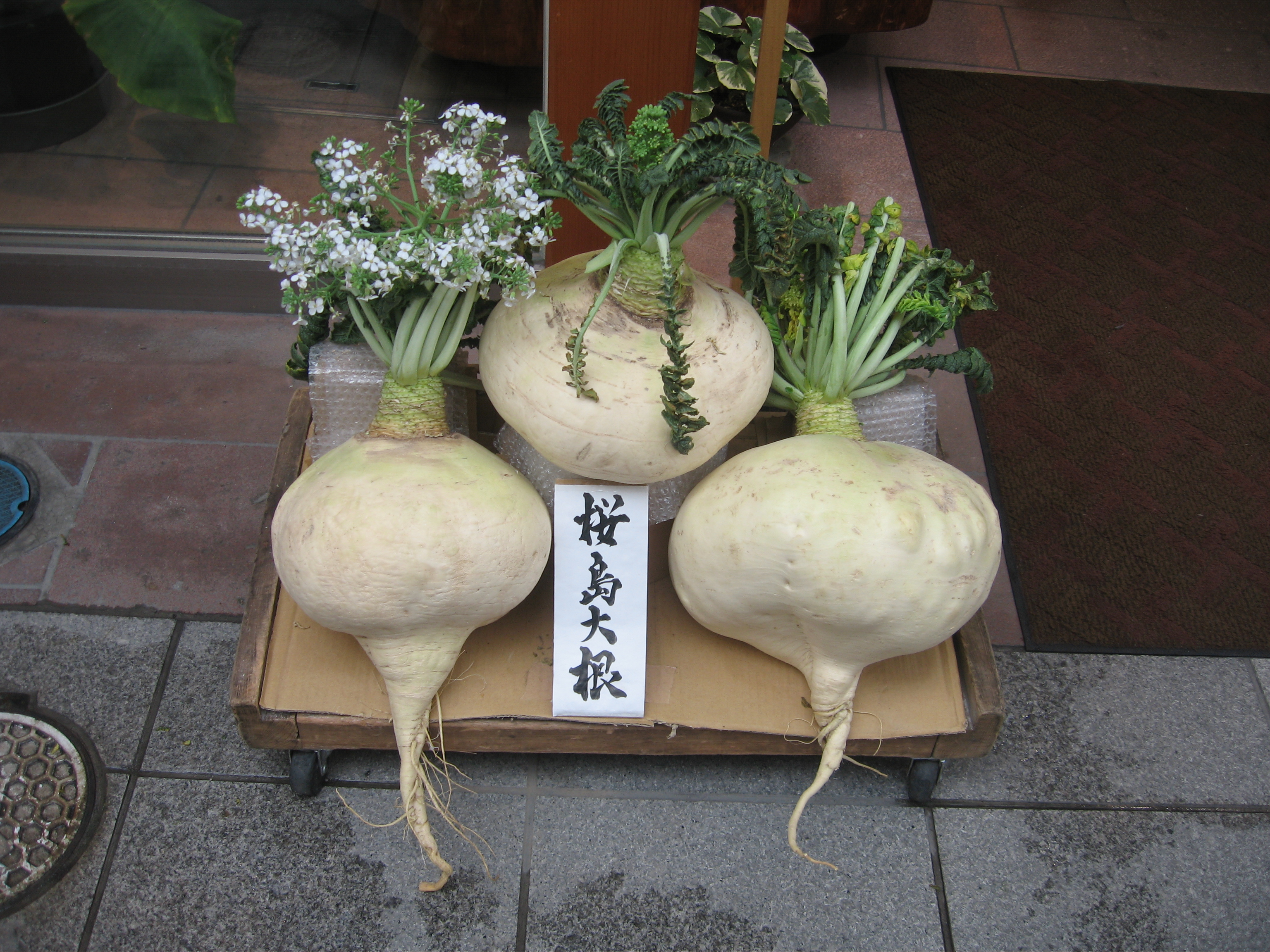
فجل ساكوراجيما
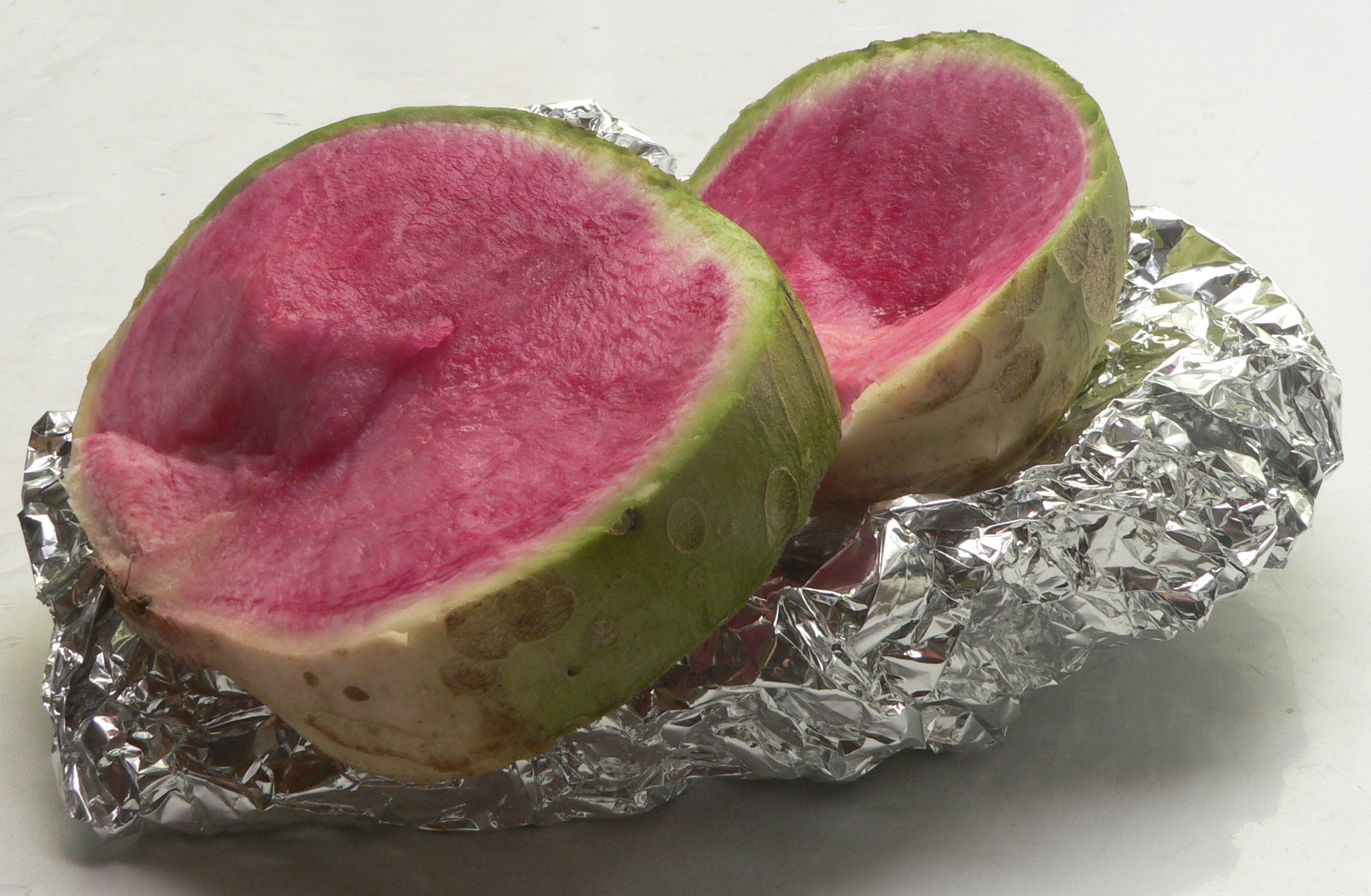
فجل بطيخ مقطع شرائح

## الزراعة

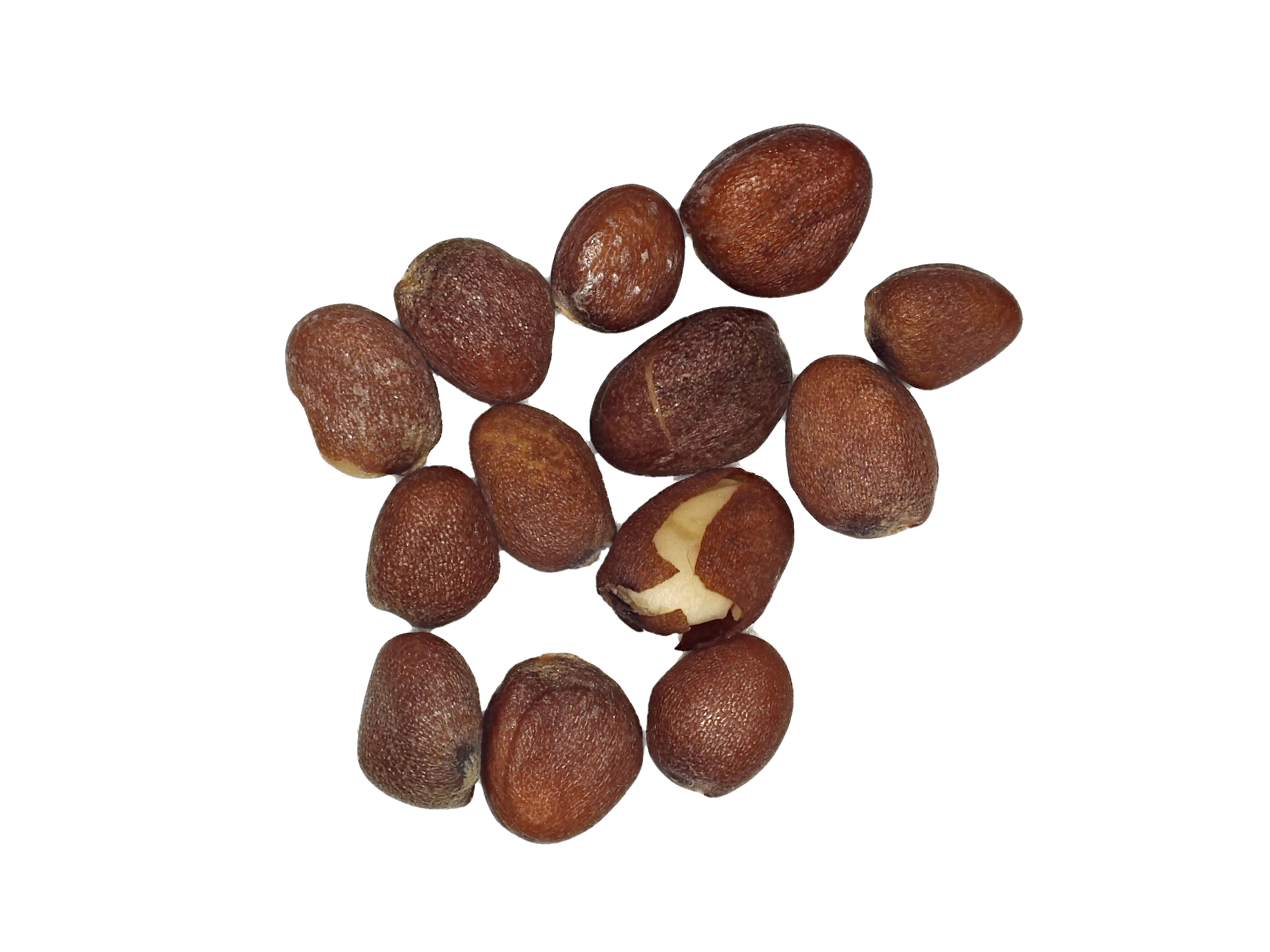
بذور الفجل الأبيض

تتحمل الأصناف الصينية والهندية درجات حرارة أعلى من الأصناف اليابانية. تنمو هذه الأصناف أيضًا بشكل جيد على ارتفاعات منخفضة في شرق إفريقيا. إذا كانت الرطوبة وفيرة، فيمكن أن تنمو بسرعة، وإلا فإن الفجل يصبح قاسيًا للغاية ولاذعًا.
يمكن تخزين الجذور لأسابيع بدون الأوراق إذا تم رفعها وحفظها في مكان بارد وجاف. إذا تركت في الأرض، يميل الملمس إلى أن يصبح خشبيًا، لكن عمر تخزين الجذور غير المعالجة بالكامل ليس طويلًا.
يمكن زراعة أنواع معينة من الدايكون كمحصول تغطية شتوي وكسماد أخضر. غالبًا ما يطلق على هذه الأصناف اسم "فجل الحراثة" لأن النبات ينمو له جذر ضخم ومخترق يؤدي عملية زراعة عميقة بشكل فعال. تجلب الجذور العناصر الغذائية إلى مستوى أدنى من التربة إلى أعلى المناطق وهي عبارة عن نقال جيد للمغذيات، لذا فهي شريك جيد مع البقوليات بدلاً من الأعشاب، في حالة حدوث فصول شتاء قاسية، سوف يتحلل الجذر أثناء وجوده في التربة، ويطلق مخزون النيتروجين المبكر في الربيع.